# Meike Babel
Meike Babel (* 22. November 1974 in Langen, Hessen) ist eine ehemalige deutsche Tennisspielerin. Sie spielte für den TC Rot-Weiß Neu-Isenburg.

## Karriere
Zu ihren größten internationalen Erfolgen im Einzel zählt das Erreichen des Endspiels beim WTA-Turnier in Linz 1994; dort konnte sich allerdings Sabine Appelmans mit 6:1, 4:6 und 7:6 durchsetzen.
Babel erreichte ihre besten Positionen in der Weltrangliste mit Platz 27 im Einzel und Platz 45 im Doppel. Außerdem hatte sie zwischen 1995 und 1998 sechs Einsätze für die deutsche Fed-Cup-Mannschaft (Bilanz: 3:3).

## Turniersiege

### Doppel
| Nr. | Datum          | Turnier  | Kategorie   | Belag     | Partnerin         | Finalgegnerinnen             | Ergebnis |
| --- | -------------- | -------- | ----------- | --------- | ----------------- | ---------------------------- | -------- |
| 1.  | 9. August 1998 | Istanbul | WTA Tier IV | Hartplatz | Laurence Courtois | Åsa Carlsson Florencia Labat | 6:0, 6:2 |